# Raja koreana
'Raja koreana''' es una especie de peces de la familia de los Rajidae en el orden de los Rajiformes.

## Morfología
- Las hembras pueden alcanzar 73,5 cm de longitud total.[1]

## Reproducción
Es ovíparo y las hembras ponen huevos envueltos en una cápsula córnea.

## Hábitat
Es un pez de mar y Clima templado y demersal que vive entre 30–70 m de profundidad.

## Distribución geográfica
Se encuentra en el Océano Pacífico noroccidental: costa sur-occidental de la Península de Corea.

## Observaciones
Es inofensivo para los humanos.